# Бузонвиль
Бузонви́ль (фр. Bouzonville) — коммуна во французском департаменте Мозель региона Лотарингия. Является центром одноимённого кантона.

## Географическое положение

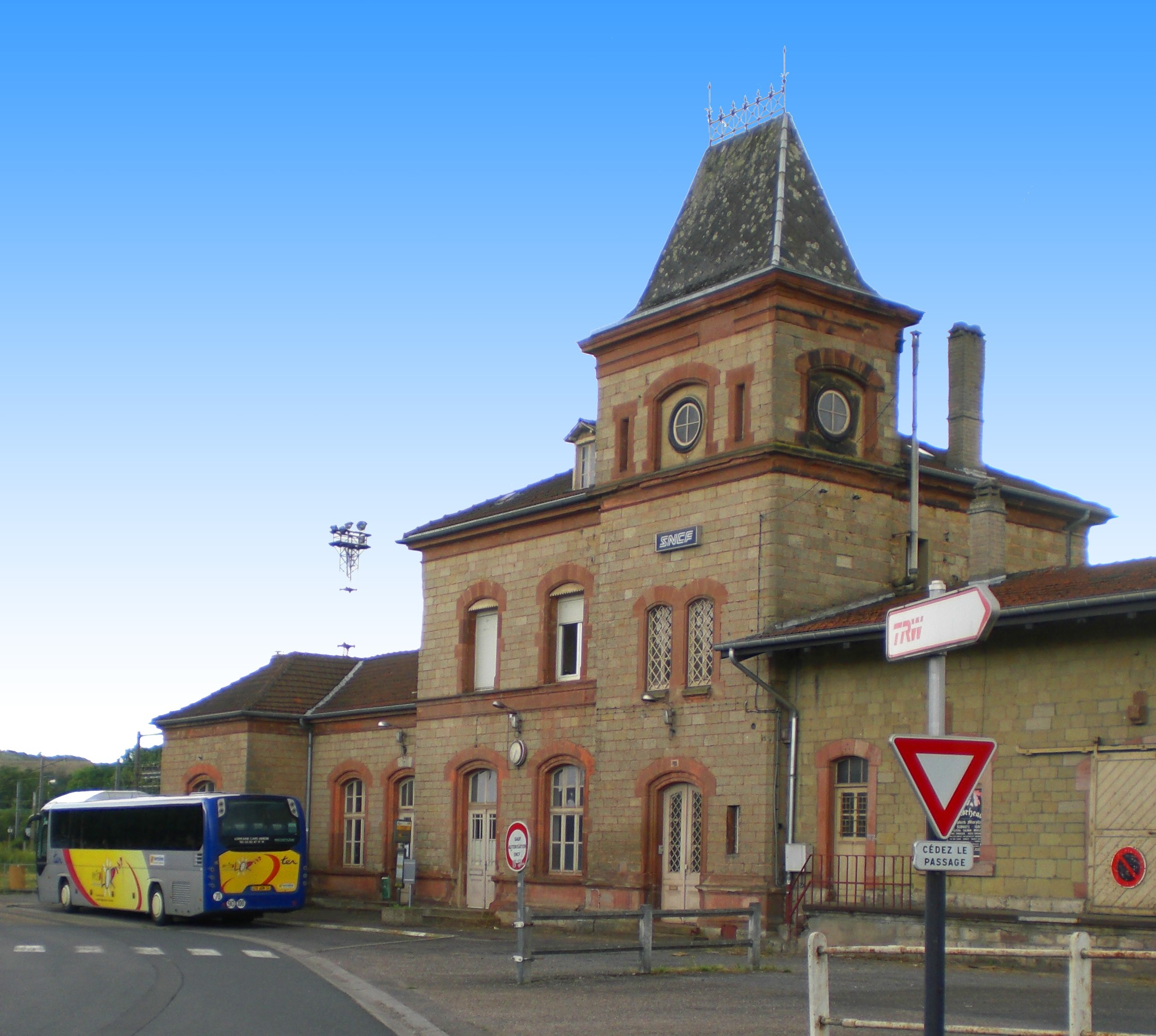
Бузонвиль. Здание вокзала.

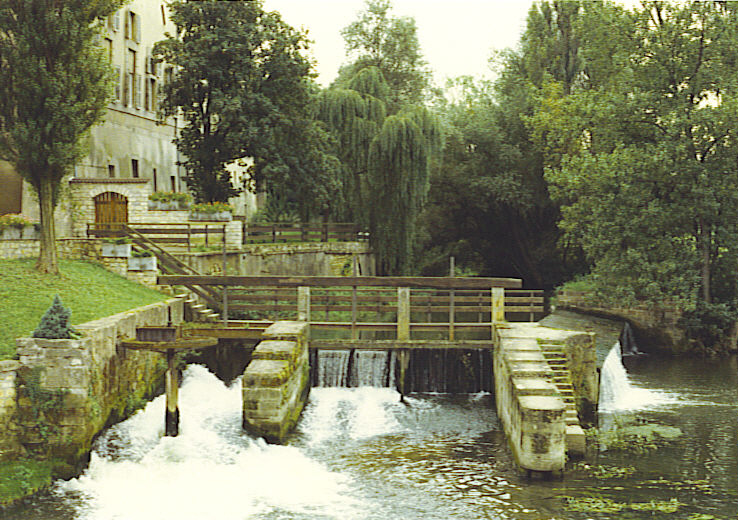
Нид в Бузонвиле.

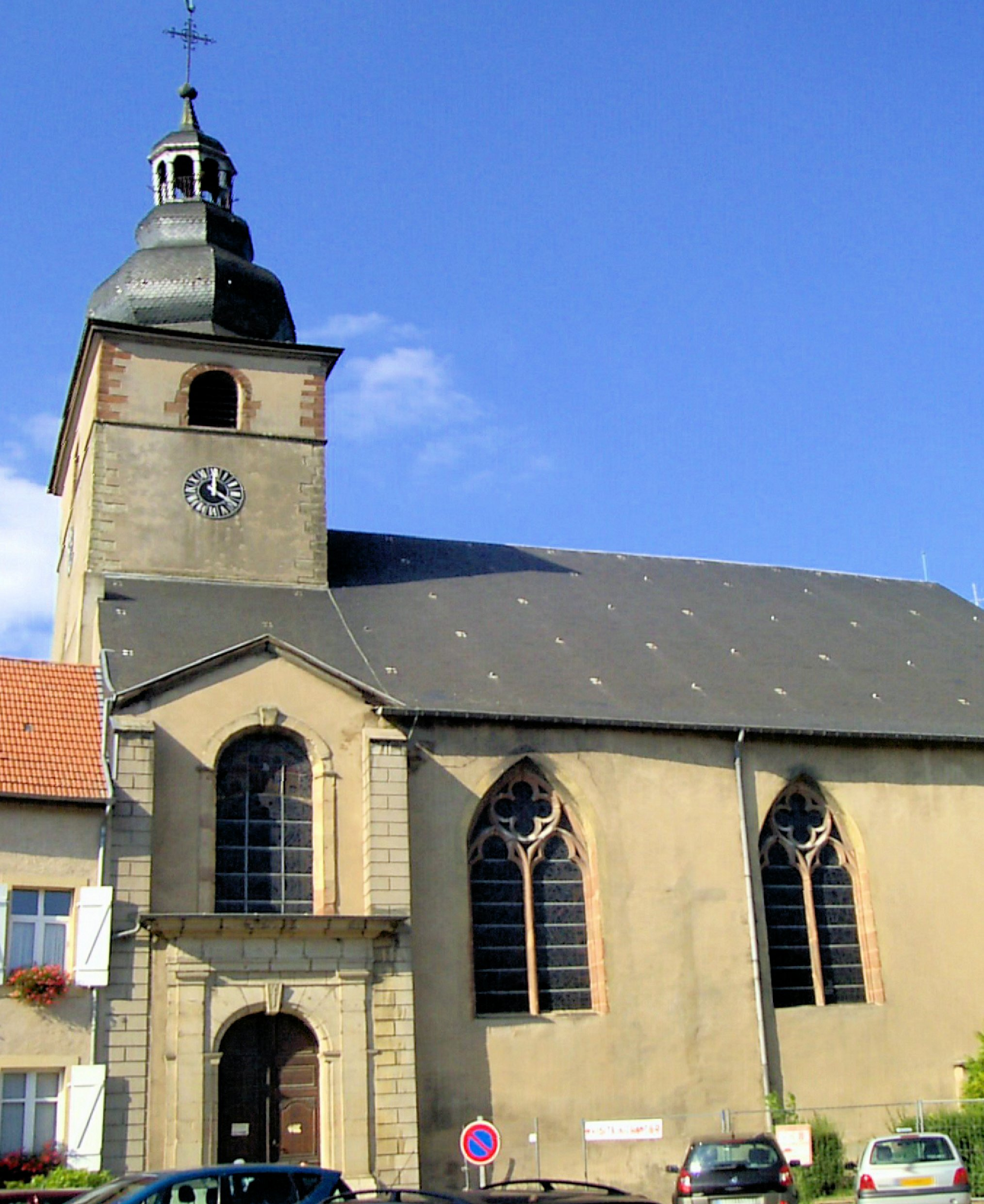
Церковь аббатства Сен-Круа.

Бузонвиль расположен в 37 км к северо-востоку от Меца. Деревни Эклен (Heckling) и Эдлен (Aidling) были присоединены в Бузонвилю в 1810 году. Бреттнаш также был включен в состав города в 1974 году, но в 1982 году вновь стал независимой коммуной. 
Соседние коммуны: Фильстроф на севере, Вёльфлен-ле-Бузонвиль и Шато-Руж на востоке, Альзен и Обердорф на юго-востоке, Бреттнаш на юге, Водрешен и Ремельфан на юго-западе, Фрестроф на западе.
Бузонвиль стоит на реке Нид.

## История
- Коммуна бывшего герцогства Лотарингия.
- В 1871 году Бузонвиль по франкфуртскому договору отошёл к Германской империи и получил германизированное название Busendorf. В 1918 году после поражения Германии в Первой мировой войне вновь вошёл в состав Франции в департамент Мозель.
- В начале XX века и после войны Бузонвиль был одним из центров металлургии. Однако в последней четверти XX века город стал жертвой общего кризиса сталелитейной промышленности во Франции.

## Демография
По переписи 2008 года в коммуне проживало 4183 человека.

## Достопримечательности
- Остатки древнеримской усадьбы.
- Некрополь эпохи Меровингов.
- Аббатство Сен-Круа в Бузонвиле ордена бенедиктинцев, элементы постройки XI, XIV и XVII веков. Национальный памятник архитектуры.